# Kana Osafune
Kana Osafune (長船 加奈, Osafune Kana, Toyonaka, 16 oktober 1989) is een Japans voetbalster die als verdediger speelt bij Urawa Reds.

## Carrière

### Clubcarrière
Osafune begon haar carrière in 2008 bij TEPCO Mareeze. In vier jaar speelde zij er 56 competitiewedstrijden. Ze tekende in juni 2011 bij Nippon TV Beleza. Ze tekende in 2012 bij Vegalta Sendai. In drie jaar speelde zij er 62 competitiewedstrijden. Ze tekende in 2015 bij Urawa Reds.

### Interlandcarrière
Osafune nam met het Japans nationale elftal O20 deel aan het WK onder 20 in 2008.
Osafune maakte op 13 januari 2010 haar debuut in het Japans vrouwenvoetbalelftal tijdens een wedstrijd tegen Denemarken. Zij nam met het Japans elftal deel aan de Aziatische Spelen 2010 en Japan behaalde goud op de Spelen. Zij nam met het Japans elftal deel aan de Aziatische Spelen 2014 en Japan behaalde zilver op de Spelen. Ze heeft 15 interlands voor het Japanse elftal gespeeld en scoorde daarin twee keer.

## Statistieken
| Japans vrouwenvoetbalelftal | Japans vrouwenvoetbalelftal | Japans vrouwenvoetbalelftal |
| Jaar                        | Wed.                        | Dlp.                        |
| --------------------------- | --------------------------- | --------------------------- |
| 2010                        | 3                           | 0                           |
| 2011                        | 0                           | 0                           |
| 2012                        | 1                           | 0                           |
| 2013                        | 4                           | 0                           |
| 2014                        | 6                           | 2                           |
| 2015                        | 1                           | 0                           |
| Totaal                      | 15                          | 2                           |